# Микола Сапіга
Микола Сапіга (лит. Mykalojus Sapiega, пол. Mikołaj Sapieha, до 1525 — 1 листопада 1599, Берестя) — державний діяч Речі Посполитої. Син Павла Сапіги і Олени Гольшанської. Батько Миколи Пія Сапіги. Вчився в університетах Лейпцига (1545 — 1546) і Кенігсбергу (1547—1548).

## Життєпис
Перепоховав останки діда, батька з Ботьків у церкві в Кодені, де потім був похований сам.

### Служба
Ротмістр кінної хоругви під час Лівонської війни. Учасник Ульської битви 1564.
Маршалок господарський 1566 — 1576. З 1576 фактичний воєвода новогрудський. Воєвода мінський з 1576, берестейський з 1588, вітебський з 1588. Староста річицький в 1570 — 1573, оршанський з 1588.

### Дипломатична праця
Підписав акт Люблінської унії. Під час безкоролів'я 1586 один з кількох сенаторів, що вислали лист московському царю в справі унії Речі Посполитої і Московського царства. В 1587 році підтримав на виборах короля кандидатуру Сигізмунда Вази. Посол в Московське царство в роках 1577 — 1578. На Брестському сеймі 1596 року підтримав приєднання Речі Посполитої до антитурецької ліги.

### Господарська діяльність
Власник Гольшан і Коденя. В 1580 році отримав за допомогою швагра Остафія Воловича трьохрічний контракт на варіння солі з королівських соляних шахт в Величці та Бохні. Солеварню розміщено в маєтку Миколи Сопіги — містечку Кодень. В 1584 році підписав контракт на виварку солі з руських соляних шахт, а в 1597 — з краківських соляних шахт.

## Релігійні погляди
Православний. Симпатизував кальвінізму.